# 293
| 293                |
| ------------------ |
| Dødsfald - Fødsler |
|                    |

| Gregoriansk kalender | 293 CCXCIII             |
| Ab urbe condita      | 1046                    |
| Armensk kalender     | I/T                     |
| Kinesiske kalender   | 2989 – 2990 壬子 – 癸丑 |
| Etiopisk kalender    | 285 – 286               |
| Jødisk kalender      | 4053 – 4054             |
| Hindukalendere       |                         |
| - Vikram Samvat      | 348 – 349               |
| - Shaka Samvat       | 215 – 216               |
| - Kali Yuga          | 3394 – 3395             |
| Iransk kalender      | 329 BP – 328 BP         |
| Islamisk kalender    | 339 BH – 338 BH         |

Se også 293 (tal)